# Coppa di Lega israeliana 2024 (pallacanestro maschile)
La Coppa di Lega israeliana 2024 è la 19ª Coppa di Lega israeliana di pallacanestro maschile. È anche chiamata Winner League Cup per motivi di sponsorizzazione.

## Partecipanti
Partecipano tutte le 14 squadre della Ligat ha'Al 2024-2025. Le due finaliste della Ligat ha'Al 2023-2024, cioè il Maccabi Tel Aviv B.C. e l'Hapoel Tel Aviv, entrano in gioco direttamente nella fase ad eliminazione diretta

## Fase a gironi

### Gruppo A
| Pos | Squadra            | G | V | P | PF  | PS  | DP  | Pt | Qualificazione                  |       | HHO   | IKA   | HAF   | HBS   |
| --- | ------------------ | - | - | - | --- | --- | --- | -- | ------------------------------- | ----- | ----- | ----- | ----- | ----- |
| 1   | Hapoel Holon       | 3 | 3 | 0 | 248 | 217 | +31 | 6  | Qualificate ai quarti di finale |       | —     |       | 90–74 |       |
| 2   | Ironi Kiryat Ata   | 3 | 2 | 1 | 250 | 223 | +27 | 5  | Qualificate ai quarti di finale |       |       | —     |       | 85–66 |
| 3   | Hapoel Afula       | 3 | 1 | 2 | 220 | 244 | −24 | 4  |                                 |       | 67–75 | 67–91 | —     |       |
| 4   | Hapoel Be'er Sheva | 3 | 0 | 3 | 220 | 254 | −34 | 3  |                                 | 76–83 | 78–86 |       | —     |       |

### Gruppo B
| Pos | Squadra               | G | V | P | PF  | PS  | DP  | Pt | Qualificazione                  |       | BHE   | MRG   | HHA   | ENE   |
| --- | --------------------- | - | - | - | --- | --- | --- | -- | ------------------------------- | ----- | ----- | ----- | ----- | ----- |
| 1   | Bnei Herzliya         | 3 | 3 | 0 | 243 | 214 | +29 | 6  | Qualificate ai quarti di finale |       | —     | 81–69 | 78–66 |       |
| 2   | M.I. Ramat Gan        | 3 | 2 | 1 | 240 | 217 | +23 | 5  | Qualificate ai quarti di finale |       |       | —     | 96–81 |       |
| 3   | Hapoel Haifa          | 3 | 1 | 2 | 228 | 243 | −15 | 4  |                                 |       |       |       | —     | 81–69 |
| 4   | Elitzur Ironi Netanya | 3 | 0 | 3 | 203 | 240 | −37 | 3  |                                 | 79–85 | 55–75 |       | —     |       |

### Gruppo C
| Pos | Squadra          | G | V | P | PF  | PS  | DP  | Pt | Qualificazione                  |       | HGE   | INZ   | HGE   | HGG   |
| --- | ---------------- | - | - | - | --- | --- | --- | -- | ------------------------------- | ----- | ----- | ----- | ----- | ----- |
| 1   | H. Gerusalemme   | 3 | 3 | 0 | 259 | 230 | +29 | 6  | Qualificate ai quarti di finale |       | —     | 94–84 | 75–66 |       |
| 2   | Ironi Nes Ziona  | 3 | 1 | 2 | 239 | 244 | −5  | 4  | Qualificate ai quarti di finale |       |       | —     | 89–65 |       |
| 3   | Hap. Galil Elyon | 3 | 1 | 2 | 218 | 227 | −9  | 4  |                                 |       |       |       | —     | 87–63 |
| 4   | Hap. Gilboa G.E. | 3 | 1 | 2 | 228 | 243 | −15 | 4  |                                 | 80–90 | 85–66 |       | —     |       |

## Tabellone
|  | Quarti di finale | Quarti di finale | Quarti di finale |                |                  | Semifinali       | Semifinali | Semifinali |  |  | Finale | Finale | Finale |  |
|  |                  |                  |                  |                |                  |                  |            |            |  |  |        |        |        |  |
|  | Maccabi Tel Aviv | Maccabi Tel Aviv | 94               |                |                  |                  |            |            |  |  |        |        |        |  |
|  | Maccabi Tel Aviv | Maccabi Tel Aviv | 94               |                |                  |                  |            |            |  |  |        |        |        |  |
|  | Ironi Kiryat Ata | Ironi Kiryat Ata | 67               |                |                  |                  |            |            |  |  |        |        |        |  |
|  | Ironi Kiryat Ata | Ironi Kiryat Ata | 67               |                | Maccabi Tel Aviv | Maccabi Tel Aviv | 82         |            |  |  |        |        |        |  |
|  |                  |                  |                  |                | Maccabi Tel Aviv | Maccabi Tel Aviv | 82         |            |  |  |        |        |        |  |
|  |                  |                  | Hapoel Holon     | Hapoel Holon   | 57               |                  |            |            |  |  |        |        |        |  |
|  | Hapoel Holon     | Hapoel Holon     | Hapoel Holon     | Hapoel Holon   | 57               | 81               |            |            |  |  |        |        |        |  |
|  | Hapoel Holon     | Hapoel Holon     |                  |                |                  |                  |            |            |  |  |        |        |        |  |
|  | Ironi Nes Ziona  | Ironi Nes Ziona  | 68               |                |                  |                  |            |            |  |  |        |        |        |  |
|  | Ironi Nes Ziona  | Ironi Nes Ziona  | 68               |                | Maccabi Tel Aviv | Maccabi Tel Aviv | 86         |            |  |  |        |        |        |  |
|  |                  |                  |                  |                |                  |                  |            |            |  |  |        |        |        |  |
|  |                  |                  | M.I. Ramat Gan   | M.I. Ramat Gan | 83               |                  |            |            |  |  |        |        |        |  |
|  | Hapoel Tel Aviv  | Hapoel Tel Aviv  | M.I. Ramat Gan   | M.I. Ramat Gan | 83               | 102              |            |            |  |  |        |        |        |  |
|  | Hapoel Tel Aviv  | Hapoel Tel Aviv  |                  |                |                  |                  |            |            |  |  |        |        |        |  |
|  | M.I. Ramat Gan   | M.I. Ramat Gan   | 109              |                |                  |                  |            |            |  |  |        |        |        |  |
|  | M.I. Ramat Gan   | M.I. Ramat Gan   | 109              |                | M.I. Ramat Gan   | M.I. Ramat Gan   | 99         |            |  |  |        |        |        |  |
|  |                  |                  |                  |                | M.I. Ramat Gan   | M.I. Ramat Gan   | 99         |            |  |  |        |        |        |  |
|  |                  |                  | Bnei Herzliya    | Bnei Herzliya  | 89               |                  |            |            |  |  |        |        |        |  |
|  | H. Gerusalemme   | H. Gerusalemme   | Bnei Herzliya    | Bnei Herzliya  | 89               | 79               |            |            |  |  |        |        |        |  |
|  | H. Gerusalemme   | H. Gerusalemme   |                  |                |                  |                  |            |            |  |  |        |        |        |  |
|  | Bnei Herzliya    | Bnei Herzliya    | 83               |                |                  |                  |            |            |  |  |        |        |        |  |

## Finale
| Arbitri: | Amit Balak Zahi Habdali Dvir Rainisch |

| |            | |
| Randolph 18 | Punti      | 16 Huber |
| Randolph 4 | Assist     | 8 Huber |
| Hoard 12 | Rimbalzi   | 6 Miles |
| 1 Hoard• 9 Sorkin• 12 DiBartolomeo• 20 Randolph• 45 Blatt 8 Menco• 10 Mayer• 11 Rayman• 15 Cohen• 31 Jokubaitis• 32 Gabriel• 55 DeJulius | Formazioni | 3 Stevens• 10 McCullum• 11 Ariel• 15 Miles• 44 Gallinat 6 Sahar• 12 Melamed• 13 Huber• 22 Crawford• 23 Srur |
| Oded Kattash | Allenatori | Shmulik Brener                                                                                              |